# نشان ملی کامرون
نشان ملی کامرون از یک سپر تشکیل شده است که در بالا و پایین آن یک پرچم وجود دارد. پشت سپر دو تبرپوش متقاطع قرار دارد. این سپر دارای الگوی رنگی مشابه پرچم کامرون است و در مرکز آن نقشه این کامرون قرار دارد. ترازوی عدالت از سال ۱۹۸۴ بر بالای نقشه کشور قرار گرفته است.

## توضیحات
قانون اساسی کامرون نشان می‌دهد:
نشان جمهوری کامرون باید به‌صورت یک سپر و نوار زیر آن با نوشته «جمهوری کامرون» و دو قسمت متقاطع با شعار «صلح-کار-میهن» باشد.

## نشان‌های پیشین

### نشان پیشنهادی ۱۹۱۴
در سال ۱۹۱۴، دولت آلمان تصمیم گرفت تا به مستعمرات خارج از کشور خود، از جمله کامرون، نشان‌های نظامی اختصاص دهد. نشان‌ها طراحی شده بودند، اما جنگ جهانی اول پیش از نهایی شدن پروژه آغاز شد و این نشان‌ها هرگز مورد استفاده قرار نگرفتند. دادن نشان خود به مستعمرات در زمان جنگ می‌تواند به آن‌ها اجازه دهد نمادی برای تجمع در صورت شورش داشته باشند. نشان پیشنهادی برای مستعمره امپراتوری کامرون، سر یک فیل و عقاب امپراتوری آلمان را بر روی یک سپر نشان می‌داد. عقاب و تاج امپراتوری روی سپر برای همه نشان‌های استعماری پیشنهادی یکسان بود.

## نشان‌های دیگر

نشان کامرون بریتانیایی (۱۹۲۲-۱۹۶۱)
مهر کامرون فرانسوی (۱۹۱۶-۱۹۶۰)
نشان پیشنهادی کامرون آلمان (۱۹۱۴)
نشان رسمی کامرون  (۱۹۶۰-۱۹۶۱)
نشان رسمی کامرون  (۱۹۶۱-۱۹۷۵)
نشان رسمی کامرون  (۱۹۷۵-۱۹۸۶)